# Diócesis de San Felipe (Chile)
La diócesis de San Felipe (en latín: Dioecesis Sancti Philippi) es una circunscripción eclesiástica de la Iglesia católica en Chile. Se trata de una diócesis latina, sufragánea de la arquidiócesis de Santiago de Chile. Desde el 15 de agosto de 2020 su obispo es Gonzalo Arturo Bravo Álvarez.

## Territorio y organización
La diócesis tiene 10 302 km² y extiende su jurisdicción sobre los fieles católicos de rito latino residentes en las provincias de Los Andes, Petorca y San Felipe de Aconcagua, en la región de Valparaíso.
La sede de la diócesis se encuentra en la ciudad de San Felipe, en donde se halla la Catedral de San Felipe Apóstol.
En 2020 en la diócesis existían 29 parroquias agrupadas en 3 decanatos:

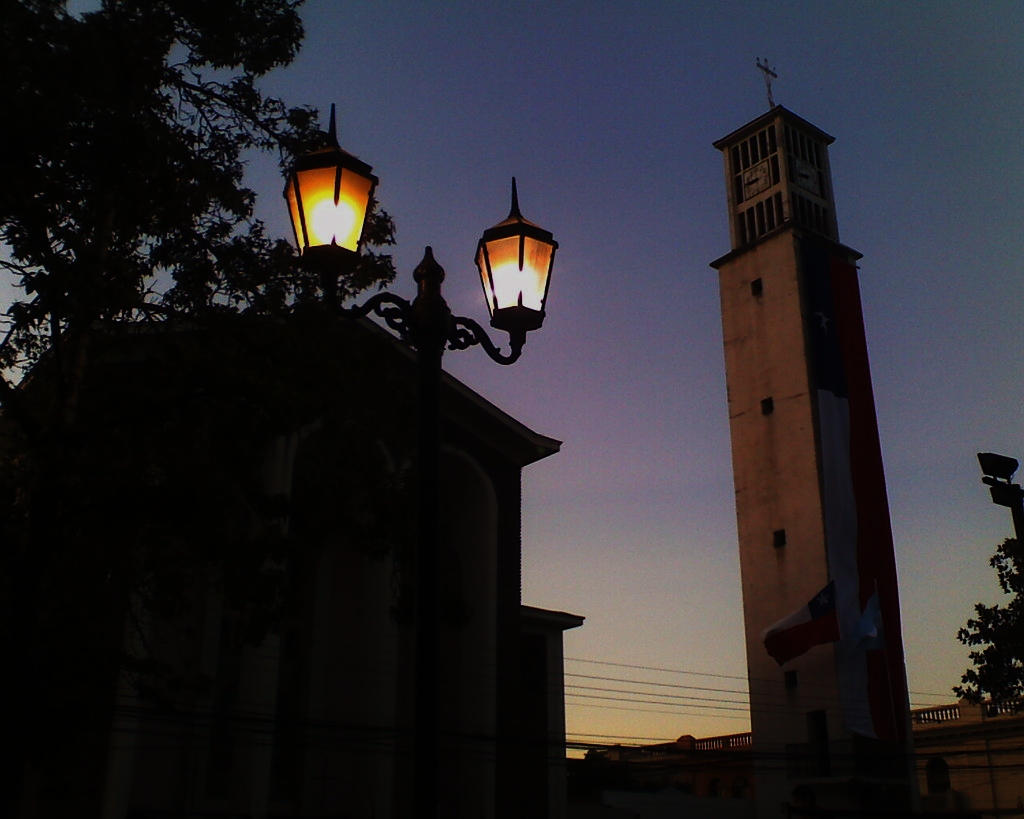
Parroquia Santa Rosa de Los Andes. La más antigua y cabecera de las parroquias del decanato de Los Andes, creada parroquia en 1804. El templo actual es el cuarto que se levanta en el mismo sitio

Decanato de San Felipe
| Nombre                              | Fundación | Ubicación          |
| ----------------------------------- | --------- | ------------------ |
| Catedral (El Sagrario)              | 1739      | San Felipe         |
| Nuestra Señora de la Merced         | 1953      | San Felipe         |
| Nuestra Señora de Andacollo         | 1962      | San Felipe         |
| Espíritu Santo                      | 1966      | San Felipe         |
| Sagrada Familia                     | 1992      | San Felipe         |
| San Antonio de Padua (El Almendral) | 1929      | San Felipe         |
| San José                            | 1898      | Catemu             |
| San Francisco de Asís               | 1927      | Curimón            |
| San Ignacio de Loyola               | 1871      | Llay-Llay          |
| San Maximiano                       | 1892      | Panquehue          |
| San Antonio de Padua                | 1797      | Putaendo           |
| Nuestra Señora del Carmen           | 1956      | Rinconada de Silva |
| Inmaculada Concepción               | 1907      | Santa María        |

Decanato de Los Andes
| Nombre                      | Fundación | Ubicación              |
| --------------------------- | --------- | ---------------------- |
| Santa Rosa de Lima          | 1804      | Los Andes              |
| La Asunción                 | 1929      | Los Andes              |
| Nuestra Señora de Fátima    | 1948      | Los Andes              |
| Santo Cristo de la Salud    | 1965      | Los Andes              |
| Nuestra Señora de la Merced | 1941      | Calle Larga            |
| San José Obrero             | 1877      | Rinconada de Los Andes |
| San Esteban Mártir          | 1861      | San Esteban            |

Decanato de Petorca
| Nombre                         | Fundación | Ubicación         |
| ------------------------------ | --------- | ----------------- |
| Santo Domingo de Guzmán        | 1633      | La Ligua          |
| San Lorenzo del Ingenio        | 1824      | Cabildo           |
| San Luis Rey                   | 1941      | Catapilco         |
| Nuestra Señora del Carmen      | 1911      | Placilla de Ligua |
| Nuestra Señora de la Merced    | 1732      | Petorca           |
| Sagrado Corazón de Jesús       | 1923      | Chincolco         |
| Santa Ana                      | 1952      | Longotoma         |
| Nuestra Señora de las Mercedes | 1928      | Papudo            |
| Santa Teresa de Jesús          | 1927      | Zapallar          |

Santuarios
| Nombre                                       | Responsables                    | Ubicación                    |
| -------------------------------------------- | ------------------------------- | ---------------------------- |
| Santuario de Santa Teresa de Los Andes       | Orden de Carmelitas Descalzos   | Auco, Rinconada de Los Andes |
| Santuario Santo Cristo de Rinconada de Silva | Parroquia N. Sra. del Carmen    | Rinconada de Silva, Putaendo |
| Santuario Santa Filomena                     | Parroquia Inmaculada Concepción | Jahuel, Santa María          |

## Historia
Las primeras noticias que se tienen de la Iglesia católica en Aconcagua son de 1585 con la doctrina de Aconcagua a cargo del presbítero Pantaleón Correa. Durante el siglo XVII comenzó el arribo de las primeras órdenes religiosas a la zona; los primeros son los agustinos, que llegaron a Panquehue en 1603; los dominicos llegaron a la zona de Los Andes en 1666, luego fundaran un convento en la ciudad de San Felipe (1740); los mercedarios en el área que ocupa actualmente San Felipe en 1682, al igual que los anteriores fundaron un convento en la reciente ciudad de San Felipe; los franciscanos en 1696 en el sector de Curimón; y finalmente los jesuitas en la ciudad de San Felipe en 1740.
La diócesis fue erigida el 18 de octubre de 1925 con la bula Apostolicis muneris ratio del papa Pío XI, obteniendo el territorio de la arquidiócesis de Santiago de Chile.

Dinique civilem provinciam de Aconcagua cum suis sexdecim paroeciis ad Archidioecesis Sancti Iacobi de Chile pariter distrahimus et in novam dioecesim erigimus Sancti Philippi de Aconcagua a civitate Sabcti Philippi nuncupandam. Sedem autem huius novae diocesis in urbe "Sancti Philippi" constituimus, et ecclesiam Sancti Philippi Apostoli ibi exstantem ad cathedralis gradum evehimus...

Al erigirse la diócesis abarcaba un territorio de 11 400 km² comprendiendo además de las actuales provincias de San Felipe (exceptuando Llay Llay), Los Andes y Petorca la comuna de Los Vilos.
El 30 de abril de 1960 cedió una porción de su territorio (Los Vilos, Quilimarí y Santo Tomás de Choapa de El Tambo) para la erección de la prelatura territorial de Illapel mediante la bula Ad hominis similitudinem del papa Juan XXIII. El territorio se redujo a 9874 km².
En 1981 se amplió incorporando la parroquia de Llay Llay, que pertenecía a la diócesis de Valparaíso y que en 1976 había pasado a formar parte de la provincia de San Felipe de Aconcagua.

## Estadísticas
Según el Anuario Pontificio 2021 la diócesis tenía a fines de 2020 un total de 213 043 fieles bautizados.
| Año                                                                             | Población            | Población | Población      | Sacerdotes | Sacerdotes    | Sacerdotes    | Bautizados por sacerdote | Diáconos permanentes | Religiosos | Religiosos | Parroquias |
| Año                                                                             | Bautizados católicos | Total     | % de católicos | Total      | Clero secular | Clero regular | Bautizados por sacerdote | Diáconos permanentes | Varones    | Mujeres    | Parroquias |
| ------------------------------------------------------------------------------- | -------------------- | --------- | -------------- | ---------- | ------------- | ------------- | ------------------------ | -------------------- | ---------- | ---------- | ---------- |
| 1949                                                                            | 125 000              | 130 000   | 96.2           | 60         | 38            | 22            | 2083                     |                      | 34         | 129        | 24         |
| 1966                                                                            | 151 844              | 162 600   | 93.4           | 51         | 32            | 19            | 2977                     |                      | 22         | 169        | 26         |
| 1968                                                                            | 155 071              | 167 340   | 92.7           | 53         | 34            | 19            | 2925                     |                      | 43         | 131        | 26         |
| 1976                                                                            | 156 000              | 160 000   | 97.5           | 54         | 20            | 34            | 2888                     | 2                    | 45         | 165        | 27         |
| 1980                                                                            | 180 392              | 196 630   | 91.7           | 43         | 23            | 20            | 4195                     | 2                    | 34         | 171        | 27         |
| 1990                                                                            | 221 104              | 276 381   | 80.0           | 53         | 36            | 17            | 4171                     | 2                    | 32         | 167        | 29         |
| 1999                                                                            | 242 000              | 302 000   | 80.1           | 51         | 31            | 20            | 4745                     | 4                    | 33         | 127        | 29         |
| 2000                                                                            | 245 000              | 306 000   | 80.1           | 51         | 31            | 20            | 4803                     | 2                    | 32         | 126        | 29         |
| 2001                                                                            | 248 000              | 310 000   | 80.0           | 55         | 35            | 20            | 4509                     | 7                    | 31         | 123        | 29         |
| 2002                                                                            | 250 000              | 313 000   | 79.9           | 54         | 34            | 20            | 4629                     | 6                    | 30         | 125        | 29         |
| 2003                                                                            | 247 224              | 309 028   | 80.0           | 53         | 34            | 19            | 4664                     | 6                    | 29         | 125        | 29         |
| 2004                                                                            | 247 224              | 309 028   | 80.0           | 51         | 30            | 21            | 4847                     | 12                   | 31         | 120        | 29         |
| 2010                                                                            | 269 000              | 337 000   | 79.8           | 56         | 37            | 19            | 4803                     | 10                   | 28         | 96         | 29         |
| 2014                                                                            | 279 000              | 349 000   | 79.9           | 50         | 31            | 19            | 5580                     | 10                   | 28         | 106        | 29         |
| 2017                                                                            | 191 233              | 325 000   | 58.8           | 50         | 30            | 20            | 3824                     | 9                    | 23         | 95         | 29         |
| 2020                                                                            | 213 043              | 337 720   | 63.1           | 40         | 27            | 13            | 5326                     | 20                   | 20         | 77         | 29         |
| Fuente: Catholic-Hierarchy, que a su vez toma los datos del Anuario Pontificio. |                      |           |                |            |               |               |                          |                      |            |            |            |

### Vida consagrada
La diócesis de San Felipe cuenta con las siguientes congregaciones:
Masculinas:
- Carmelitas Descalzos (O.C.D.)
- Hermanos Maristas de la Enseñanza (F.M.S.)
- Hermanos de la Instrucción Cristiana (Menesianos, F.I.C.)
- Religiosos de la Merced (Mercedarios, O. de M.)
- Religiosos de la Pasión de Jesucristo (Pasionistas, C.P.)
- Religiosos de la Congregación de Santa Cruz (C.S.C.)

Femeninas:
- Buen Pastor
- Carmelitas de la Caridad de Vedruna
- Madres Carmelitas Descalzas
- Carmelitas Misioneras Teresianas
- Dominicas de la Presentación
- Franciscanas Cooperadoras Parroquiales
- Franciscanas Misioneras de María
- Hospitalarias de San José
- Mercedarias del Santísimo Sacramento
- Misioneras de Jesús
- Misioneras de Jesús Crucificado
- Religiosas Filipenses

### Colegios católicos
Decanato de San Felipe:
| Nombre                                  | Responsables                               | Ubicación   |
| --------------------------------------- | ------------------------------------------ | ----------- |
| Santa María de Aconcagua                | Hnas. Mercedarias del Santísimo Sacramento | Santa María |
| Liceo Sagrado Corazón                   | Hnos. Menesianos                           | Llay Llay   |
| Escuela Agrícola Fundación Huidobro     | Padres Salesianos                          | Catemu      |
| Escuela Particular Marie Poussepin      | Dominicas de la Presentación               | Putaendo    |
| Escuela Básica María Letelier de Prieto | Religiosas Filipenses                      | Llay-Llay   |
| Pbro. José Agustín Gómez                | Hnas. Hospitalarias de San José            | San Felipe  |
| El Buen Pastor                          | Religiosas del Buen Pastor                 | San Felipe  |
| San Francisco de Asís                   | Fundación Teresa de Los Andes              | Curimón     |
| Assunta Pallota                         | Hnas. Franciscanas Misioneras de María     | Curimón     |
| Santa Juana de Arco                     | Hnas. Mercedarias del Santísimo Sacramento | San Felipe  |
| Santa Joaquina de Vedruna               | Hnas. Carmelitas de la Caridad             | San Felipe  |
| Instituto Abdón Cifuentes               | Centro Cristiano                           | San Felipe  |
| Colegio Curimón                         | (de inspiración católica)                  | Curimón     |
| Colegio Pumanque                        | (de inspiración católica)                  | San Felipe  |
| Colegio Alonso de Ercilla               | (de inspiración católica)                  | San Felipe  |

Decanato de Los Andes:
| Nombre                                          | Responsables                                    | Ubicación              |
| ----------------------------------------------- | ----------------------------------------------- | ---------------------- |
| San José                                        | Misioneras Catequistas de la Sagrada Familia    | Calle Larga            |
| Santa Teresita de Los Andes                     | Colegio Parroquial                              | Rinconada de Los Andes |
| San José                                        | Hermanas Hospitalarias de San José              | Los Andes.             |
| Santa Clara                                     | Hermanas Franciscanas Cooperadoras Parroquiales | Los Andes              |
| María Auxiliadora                               | Hijas de María Auxiliadora                      | Los Andes              |
| Instituto Chacabuco - Colegio Marista Los Andes | Hermanos Maristas de la Enseñanza               | Los Andes              |
| San Sebastián                                   | (de inspiración católica)                       | Los Andes              |

Decanato de Petorca:
| Nombre                   | Responsables       | Ubicación |
| ------------------------ | ------------------ | --------- |
| Santa María              | Colegio Parroquial | La Ligua  |
| Manuel Montt             | Colegio Parroquial | Petorca   |
| Beato Juan Pablo II      | Colegio Parroquial | Petorca   |
| Francisco Didier         | Colegio Parroquial | Zapallar  |
| Sagrado Corazón de Jesús | Liceo Parroquial   | Chincolco |

## Episcopologio
| Nombre                                      | Período                                                                                  |
| ------------------------------------------- | ---------------------------------------------------------------------------------------- |
| Melquisedec del Canto y Terán †             | 14 de diciembre de 1925-19 de marzo de 1938 renunció                                     |
| Roberto Bernardino Berríos Gaínza, O.F.M. † | 19 de marzo de 1938-23 de noviembre de 1957 renunció                                     |
| Ramón Munita Eyzaguirre †                   | 23 de noviembre de 1957-23 de abril de 1963renunció                                      |
| José Luis Castro Cabrera †                  | 10 de mayo de 1963-26 de enero de 1965 falleció                                          |
| Enrique Alvear Urrutia †                    | 7 de junio de 1965-9 de febrero de 1974 nombrado obispo auxiliar de Santiago de Chile    |
| Francisco de Borja Valenzuela Ríos †        | 25 de marzo de 1974-3 de mayo de 1983 nombrado arzobispo a título personal de Valparaíso |
| Manuel Camilo Vial Risopatrón               | 20 de diciembre de 1983-21 de septiembre de 2001 nombrado obispo de Temuco               |
| Cristián Enrique Contreras Molina, O. de M. | 19 de julio de 2002-21 de septiembre de 2018renunció                                     |
| Gonzalo Arturo Bravo Álvarez                | Desde el 15 de agosto de 2020                                                            |